# Alassane Touré
Alassane Touré (Parigi, 9 febbraio 1989) è un calciatore francese, difensore svincolato.

## Carriera
Cresciuto nel Tolosa, nel 2009 passa al Lens con cui debutta in Ligue 1 nella stagione 2009-2010. Nella stagione successiva gioca 12 partite in massima serie.

## Palmarès

### Club

#### Competizioni nazionali
- Supercoppa di Romania: 1

Astra Giurgiu: 2014